# Nikola Altomanović

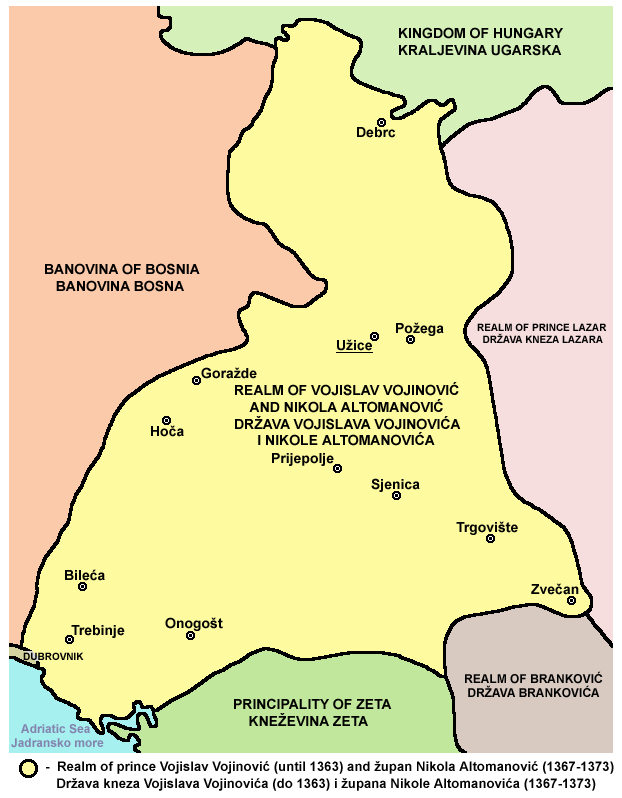

Nikola Altomanović (Vojinović) (en serbe cyrillique : Никола Алтомановић), né en 1348 et mort en 1373, était un župan serbe. Il contrôla de vastes régions s'étendant sur les monts Rudnik, les régions de Polimlje et de Podrinje, l'est de l'Herzégovine (avec Trebinje) et allant jusqu'à Konavle et Herceg Novi. Ses terres étaient frontalières de la république de Raguse.  

## Biographie
Le père de Nikola Altomanović, Altoman, était un voïvode de la principauté de Zeta. En 1363, l'oncle de Nikola, Vojislav Vojinović, fut tué et le jeune homme allégua la mort de son oncle pour s'attribuer une partie des terres qu'il contrôlait. En 1371, il conclut une alliance avec le souverain serbe Vukašin Mrnjavčević. 
En 1373 fut constituée une alliance militaire contre Nikola Altomanović, alliance qui regroupait le ban de Bosnie Tvrtko Ier Kotromanić, le souverain de la Zeta Đurađ Ier Balšić, le prince de Mačva Miklós Garai et le roi de Hongrie Louis Ier. La même année, Altomanović fut battu et son territoire réparti entre le prince Lazar de Serbie, Đurađ Ier Balšić et Tvrtko Ier de Bosnie. Nikola Altomanović fut privé de la vue et enfermé dans la forteresse d'Užice.